# Esquirol llistat de Townsend
L'esquirol llistat de Townsend (Neotamias townsendii) és una espècie de rosegador de la família dels esciúrids. Viu en els boscos del nord-oest de Nord-amèrica, a partir de la Colúmbia Britànica al llarg de l'estat de Washington i Oregon. Sent un gran esquirol, els adults poden arribar als 36 cm des del nas fins a la cua. En gran part de la seva àrea de distribució, és l'únic esquirol; pot ser identificat per la seva cua que és grisenca a sobre i vermellosa per sota, i per la seva coloració marró amb ratlles lleonades indistintes. L'esquirol de Townsend hiverna en les regions on l'hivern és dur, però en altres parts de la seva àrea que tenen un clima més suau que pot ser actiu tot l'any. És omnívor, i menja una gran varietat de plantes i insectes i fins i tot ous d'aus. Els esquirols de Townsend a la serralada de la costa d'Oregon tenen densitats de població més altes en àrees amb arbustos densos, especialment de Salal (Gaultheria shallon).
L'esquirol de Townsend s'anomena així en honor de John Kirk Townsend, un ornitòleg de principis del segle xix.